# Arar
Arar (àrab: عرعر, ʿArʿar) és una localitat de l'Aràbia Saudita, capital de l'emirat de Frontera del Nord. El 2010 tenia 166.512 habitants.